# Monitorul Apărării și Securității
Monitorul Apărării și Securității este un site lansat de către agenția de presă Mediafax, în aprilie 2018, în colaborare cu doi reprezentanți ai elitei militare, general (r) Ștefan Dănilă, fost șef al Statului Major General al Armatei României și general-locotenent (r) Cristian Dincovici, fost diplomat militar și șef al Direcției Informații Militare.
Pe lângă analizele publicate, site-ul are o componentă de agregare știri din domeniul militar, din mai multe surse online, împărțite pe categorii specifice: Apărare, Bugete, Comerț cu Armament, Securitate internațională, Crize internaționale, Organizații Internaționale, Ordine publică, Terorism, Intelligence, Război informațional, Securitate cibernetică și Legislație.

## Istoric
Site-ul Monitorul Apărării și Securității a fost lansat oficial la data de 2 aprilie 2018 în cadrul expoziției BSDA 2018.  Acesta este un produs media care pune la dispoziția instituțiilor publice și private, factorilor de decizie politico-militari, mediului de afaceri și al celui academic, și tuturor celor interesați, informații de fond, analize strategice, previziuni și scenarii viitoare din domeniul de apărare și securitate.
Inițial, proiectul s-a remarcat prin componenta sa de agregare știri, având la bază tehnologia utilizată în Monitorul de Știri, dar și cu analizele și rapoartele speciale publicate de către colaboratori, care au fost preluate sau citate de mai multe site-uri de știri sau de nișă. 
La scurt timp după lansare, în site-ul Monitorul Apărării și Securității a fost deschisă o secțiune dedicată pentru materiale în limba engleză care, ulterior, s-a transformat într-o versiune distinctă a site-ului. De-a lungul timpului, proiectului i-au fost asociate mai multe sectiuni, produse si subproiecte precum MASTalks (emisiuni și interviuri difuzate online), secțiunea video, posibilitatea de înregistrare și abonare la varianta premium ce include dreptul de republicare, MAS Conferences (conferințe organizate de Monitorul Apărării și Securității) si Revista MAS (varianta printată a publicației).

## Jurnaliști și colaboratori

### Pionierii proiectului
- Andra Voiculescu - Project Manager (actualmente Publisher pentru Divizia General a Mediafax)
- Indira Crasnea - fost redactor-șef al publicației (a părăsit grupul de presă Mediafax în aprilie 2019[11])
- Dorin Oancea - jurnalist, editor senior
- General (r) Ștefan Dănilă, fost șef al Statului Major General al Armatei României[3]
- General-locotenent (r) Cristian Dincovici, fost diplomat militar și șef al Direcției Informații Militare[4]

### Colaboratori actuali
- Mihai Draghici - redactor-șef
- Andreea Soare - editor și traducator
- General (r) Ștefan Dănilă, fost șef al Statului Major General al Armatei României[3]
- General-locotenent (r) Cristian Dincovici, fost diplomat militar și șef al Direcției Informații Militare[4]
- General (r) Sergiu Medar, fost consilier prezidențial și șef al Comunității Naționale de Informații
- General (r) Ștefan Oprea, fost reprezentant militar al României la NATO și Uniunea Europeană
- Prof. Niculae Iancu, fost rector al Academiei Naționale de Informații „Mihai Viteazul”
- General-maior (r) Cristian Eremia, manager al Programului Mediul Internațional de Securitate din cadrul Institutului pentru Studii Politice de Apărare și Istorie Militară (ISPAIM) și fost locțiitor al secretarului de stat pentru politica de apărare, planificare și relații internaționale din Ministerul Apărării Naționale
- Laurențiu Sfinteș, fost diplomat militar, membru al Uniunii Ziariștilor Profesioniști din România
- Colonel (r) Daniel Ilie, fost comandant al Componenței Operații Speciale din Armata României

### Jurnaliști
- Mihai Draghici - redactor-șef
- Mircea Olteanu - redactor
- Nicolae Oprea - reporter
- Marinela Sârbu - redactor

## Proiecte derivate

### MASTalks
MASTalks reprezintă o serie de interviuri și emisiuni online organizate de Monitorul Apărării și Securității care analizează temele și subiectele momentului din domeniile apărării și securității, din perspectiva politcii externe, relațiilor internationale, economică.              Emisiunea se difuzează săptămânal și este distribuită pe site-urile Monitorul Apărării și Securității, Mediafax, Gândul și paginile de Facebook asociate acestor publicații. Printre cele mai notabile personalități interviate în cadrul emisiunii se numără:
- Gabriel Leș,  senator român și ministru al apărării din 20 noiembrie 2018[12]
- Cristian Diaconescu, fost ministru de externe în guvernul Mihai Răzvan Ungureanu[13][14][15]
- Ovidiu Raețchi, vicepreședinte al Comisiei pentru Apărare a Camerei Deputaților[16]
- Ion Jinga, ambasadorul României la ONU[17][18]
- Victor Negrescu, fost ministru-delegat pentru Afaceri Europene in guvernele Mihai Tudose si Viorica Dăncilă[19]
- Marius-Ioan Piso, președintele Agenției Spațiale Române[20][21][22]

### MAS Conferences
MAS Conferences este platforma de conferințe organizate de Monitorul Apărării și Securității. Printre cele mai notabile conferințe organizate se numără:
- Continuitate și discontinuitate în strategia de apărare a României pe parcursul celor 100 de ani de la înfăptuirea Marii Uniri - 20 noiembrie 2018[23]
- Punți de securitate transatlantică pe fondul discrepanțelor dintre marile strategii de securitate - Viziunea României - 16 aprilie 2019[24]

### Revista MAS
Revista MAS este varianta printată a publicației, lansată în toamna anului 2018. Aceasta cuprinde o selecție a articolelor publicate pe site, împreună cu traducerile acestora în limba engleză și este publicată trimestrial. 

Coperți Revista MAS
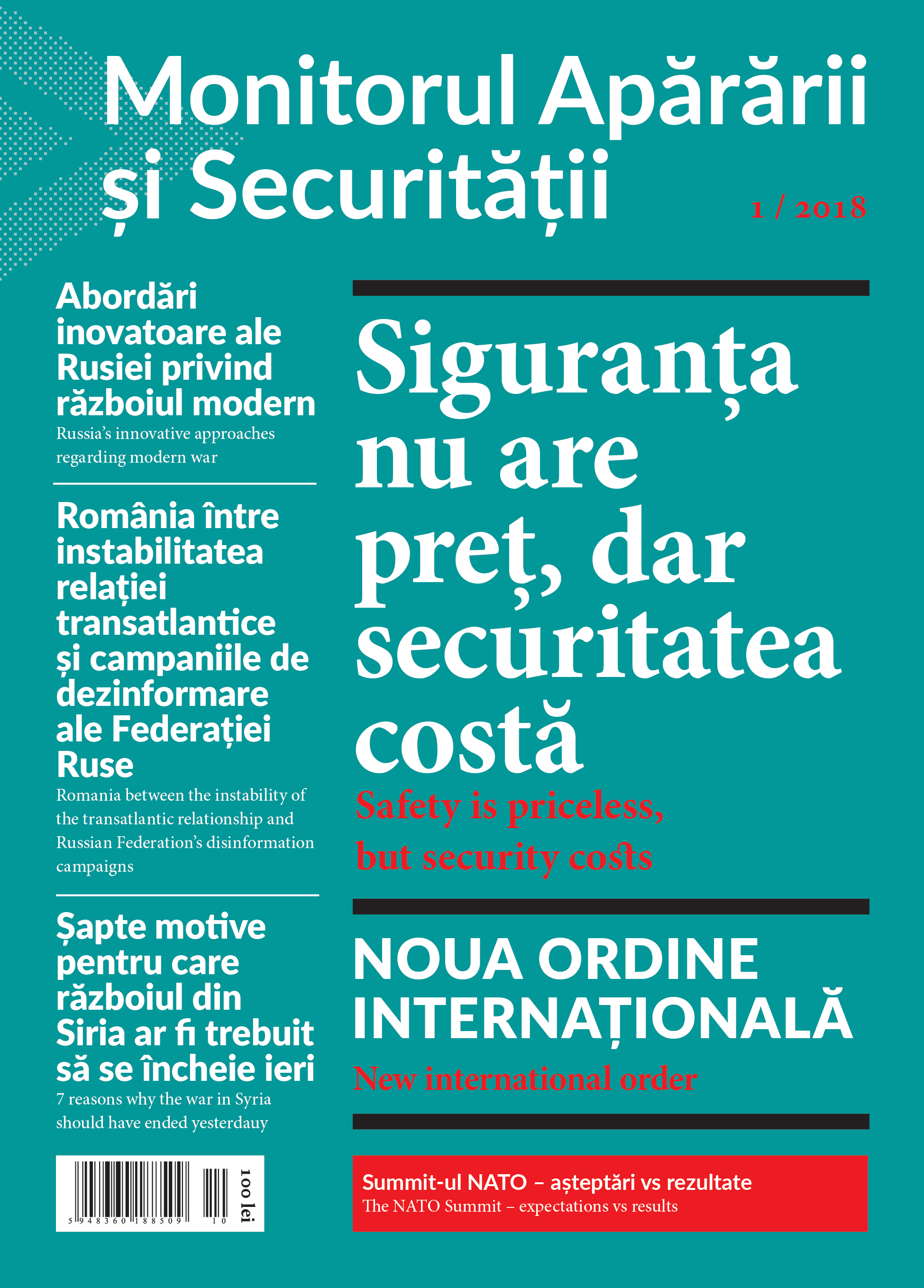
Revista MAS Numărul 1
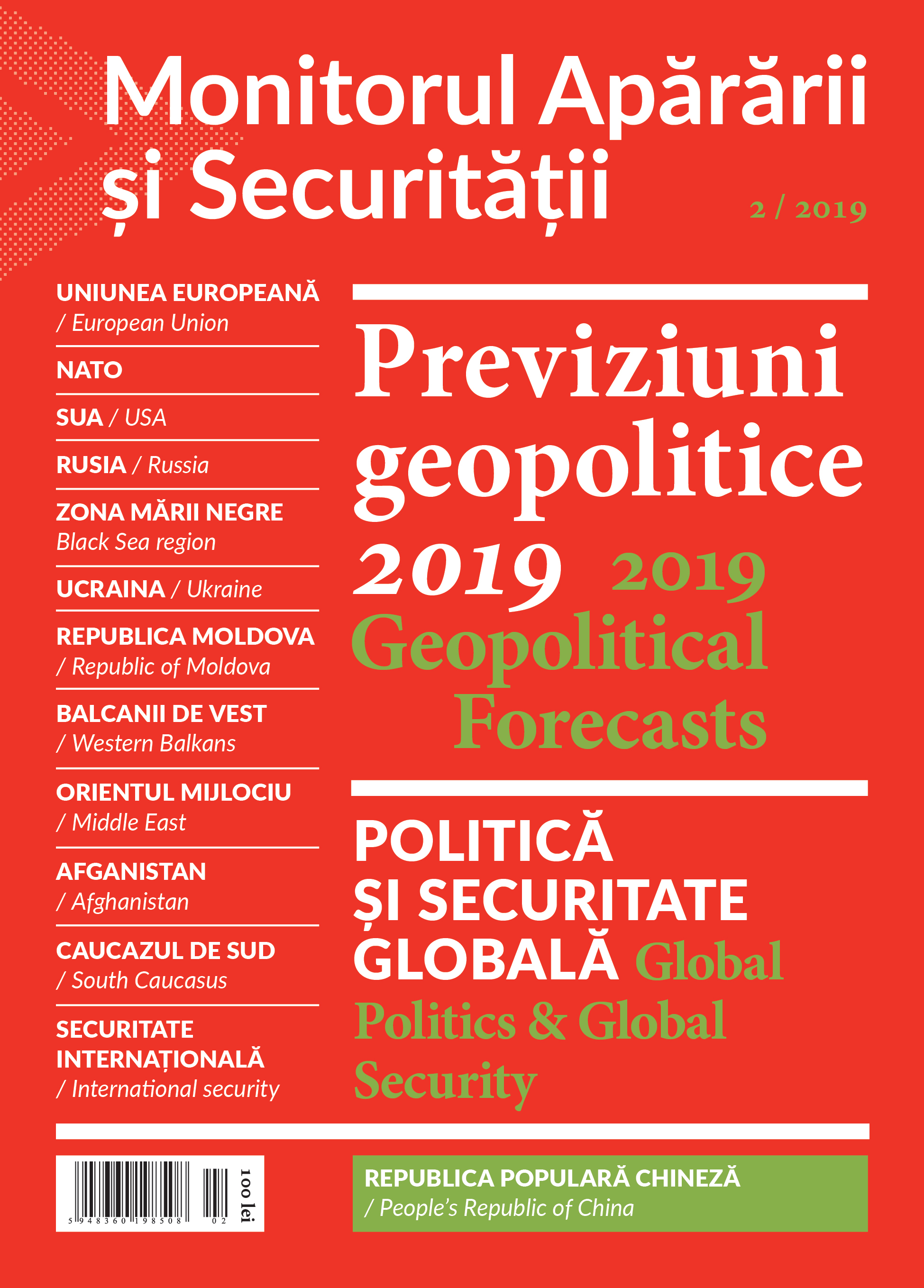
Revista MAS Numărul 2
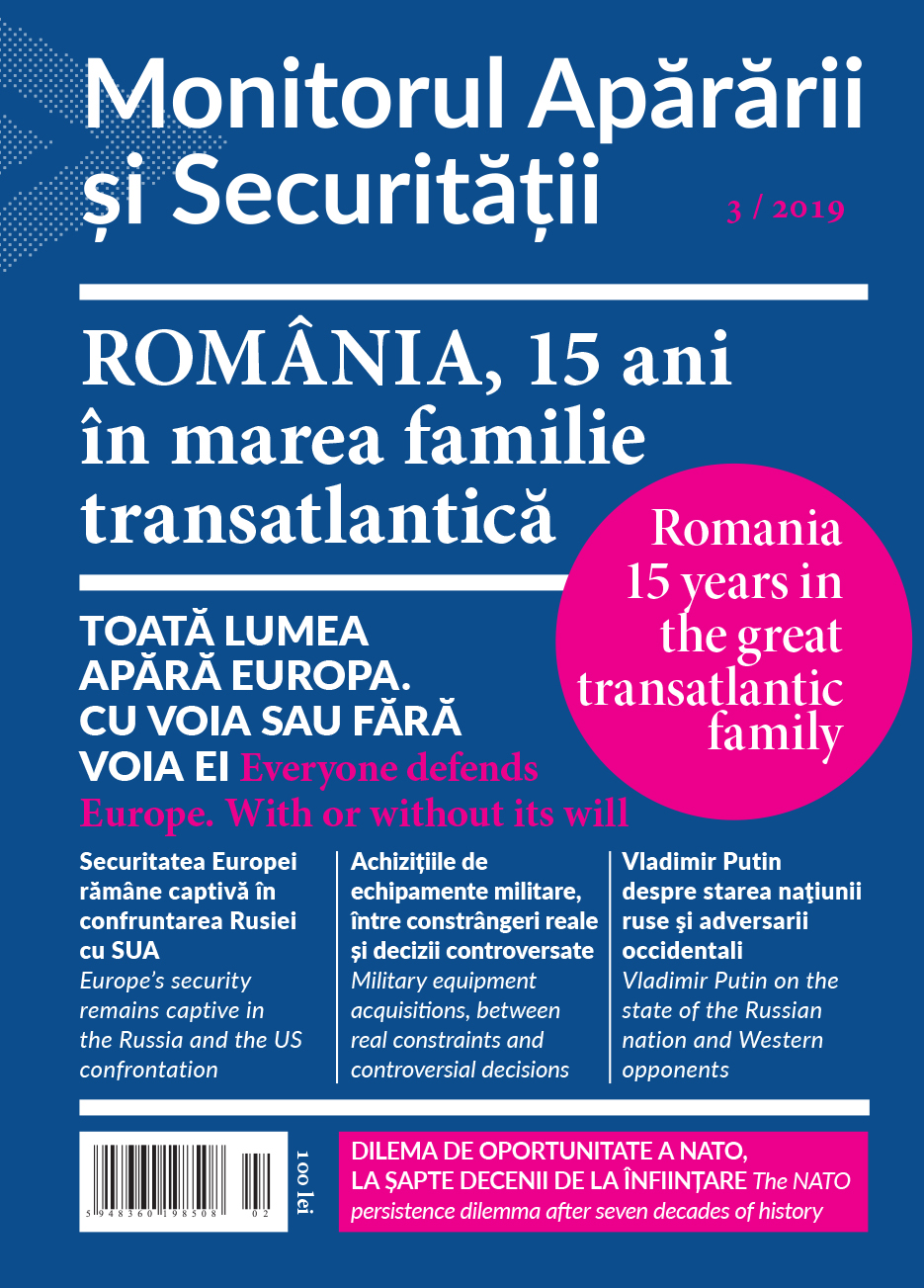
Revista MAS Numărul 3